# Basil Dearden
Basil Dearden, (nombre real, Basil Clive Dear) (Westcliff-on-Sea, Essex, 1 de enero de 1911-Londres, 23 de marzo de 1971) fue un director de cine británico.

## Biografía
Dearden comenzó a trabajar en el mundo del cine como asistente de Basil Dean. Precisamente, Dearden cambió su apellido para evitar malentendidos con su mentor. Fue asistente de dirección en Penny Paradise (1938), producido por Dean y dirigido por Carol Reed, y en dos comedias de Anthony Kimmins: George Takes the Air (1938) y Come on George! (1939).
Su trayectoria como director empezó en los Estudis Ealing, codirigiendo comedias con Will Hays, como The Goose Steps Out (1942) y My Learned Friend (1943). Su primer film en solitario sería The Bells Go Down (1943), una película bélica con Tommy Trinder y producida por Michael Relph. En 1944, también dirigió The Halfway House (1944), un drama ambientado en Gales y They Came to a City (1944), basada en la obra de J.B Priestley.
El 1945 codirigió la influente Dead of Night. También fue un éxito su siguiente trabajo The Captive Heart (1946) protagonizada por Michael Redgrave y que entró en la sección oficial del Festival de Cannes. También tuvo una gran acogida Frieda (1947) con Mai Zetterling en el papel protagonista. En 1948, dirigiría Saraband for Dead Lovers (1948), una producción de elevado presupuesto que no tuvo muy buena acogida. En 1950 rodaría una de sus últimas películas en Ealing, The Blue Lamp, un drama policíaco que daría pie a la serie Dixon of Dock Green.
Posteriormente se asociaría con el escritor y productor Michael Relph. Esta pareja llevó a la pantalla películas sobre temáticas poco frecuentes en la década de los 50 y principios de los 60, como por ejemplo la homosexualidad en (Victim) o las relaciones raciales en (Pool of London y Sapphire). A finales de los sesenta, Dearden rodó algunas producciones épicas, como Khartoum, con Charlton Heston o The Assassination Bureau, una comedia negra ambientada en la era victoriana, en colaboración de nuevo con Relph.
Su última película sería The Man Who Haunted Himself (1970), que escribe y dirige y que protagoniza Roger Moore. Con Moore, Dearden hizo tres episodios de la serie de televisiónThe Persuaders!: Overture, Powerswitch y To the Death, Baby.

## Fallecimiento
Dearden murió el 23 de marzo de 1971 en Hillingdon Hospital, Londres, tras sufrir un accidente de coche en la autopista M4 cerca del Aeropuerto de Londres-Heathrow, en el que sufrió múltiples lesiones. Su muerte fue casualmente presagiada en su última película, que comienza con una secuencia en la que el personaje de Roger Moore casi muere en un accidente automovilístico después de conducir imprudentemente a alta velocidad a lo largo de la M4.
Está enterrado junto a la Iglesia de San Miguel en Betchworth, Mole Valley, Surrey.

## Filmografía seleccionada
| - This Man Is News (1938) (guionista) - Let George Do It (1940) (guionista) - Spare a Copper (1941) (guionista, productor) - Turned Out Nice Again (1941) (guionista, productor) - The Black Sheep of Whitehall (1942) (codirector) - The Goose Steps Out (1942) (codirector) - The Bells Go Down (1943) (director) - My Learned Friend (1943) (codirector) - The Halfway House (1944) (director) - They Came to a City (1945) (guionista, director) - Al morir la noche (Dead of Night) (1945) (director, capítulos \"Hearse Driver\" i \"Linking Narrative\") - Corazón cautivo (The Captive Heart) (1946) (director) - Frieda (1947) (director) - Matrimonio de estado (Saraband for Dead Lovers) (1948) (director) - Train of Events (1949) (guionista, director; capítulos \"The Actor\" i \"The Prisoner-of-War\") - El farol azul (The Blue Lamp) (1950) (director) - Cage of Gold (1950) (director) - Pool of London (1951) (director) - I Believe in You (1952) (guionista, director) - The Gentle Gunman (1952) (director) - The Square Ring (1953) (director, productor) - The Rainbow Jacket (1954) (director) - Out of the Clouds (1955) (director) | - The Ship That Died of Shame (1955) (guionista, director, productor) - Who Done It? (1956) (director, productor) - The Smallest Show on Earth (1957) (director) - Rockets Galore! (1957) (productor) - Davy (1957) (productor) - Barrio peligroso (Violent Playground) (1958) (director) - Nowhere to Go (1958) (director) - Objetivo: Banco de Inglaterra (The League of Gentlemen) (1959) (director) - Desert Mice (1959) (productor) - Crimen al atardecer (Sapphire) (1959) (director) - Man in the Moon (1960) (guionista, director) - Noche de pesadilla (All Night Long) (1961) (director, productor) - La víctima (Victim) (1961) (director, productor) - La tercera llave (The Secret Partner) (1961) (director) - Vida para Ruth (Life for Ruth) (1962) (director, productor) - A Place to Go (1963) (director) - El extraño caso del doctor Longman (The Mind Benders) (1963) (director) - La mujer de paja (Woman of Straw) (1964) (director) - Agentes dobles (Masquerade) (1965) (director) - Khartoum (1966) (director) - El código de los inmorales (Only When I Larf) (1968) (director) - El club de los asesinos (The Assassination Bureau) (1969) (director) - The Man Who Haunted Himself (1970) (guionista, director) |